# Pławniowice (zbiornik wodny)
 Jezioro Pławniowice – zbiornik wodny położony na terytorium gminy Rudziniec, w powiecie gliwickim, w województwie śląskim. Mieści się między wsiami Niewiesze i Pławniowice.

## Informacje ogólne
Nazwa zbiornika pochodzi od wsi Pławniowice. Wraz z przyległymi terenami zbiornik jest ogólnodostępnym miejscem rekreacyjnym, wykorzystywanym głównie przez mieszkańców Gliwic i Pyskowic. 
Jezioro dzieli się na zbiornik duży i mały. Jego całkowita powierzchnia liczy 250 ha  Zbiornik jest zasilany przez Potok Toszecki. W jego pobliżu przepływa Kanał Gliwicki. Strzeżona plaża oraz gastronomia mieszczą się od strony wsi Niewiesze.

## Historia
Zbiornik powstał w 1970 roku w wyrobisku, pozostałym po zakończonej eksploatacji piasków podsadzkowych dla celów górnictwa węgla kamiennego.

## Turystyka
W pobliżu jeziora przebiegają szlaki turystyczne:
- - Szlak Ziemi Gliwickiej
- - Szlak Stulecia Turystyki